# Samichlaus-Bier

Bierdeckel mit dem Logo des Samichlaus-Biers

Einmal im Jahr – am Nikolaustag – wird das Samichlaus-Bier gebraut und über 10 Monate gelagert, bevor es abgefüllt wird. Samichlaus-Bier hat 14 % Alkohol und 28,5° Stammwürze. Es wird abgefüllt in 0,33-l-Designerflaschen mit einem Prägedruck von Schloss Eggenberg.
„Samichlaus“ ist die Schweizer Bezeichnung für Sankt Nikolaus. Das Bier wurde ursprünglich von der Brauerei Hürlimann in Zürich gebraut. Nach ihrer Übernahme durch Feldschlösschen 1997 wurde diese jedoch geschlossen und das Samichlaus-Bier nicht mehr gebraut. Die Markenrechte wurden an die österreichische Brauerei Schloss Eggenberg in Vorchdorf verkauft, die das Bier seit dem Jahr 2000 wieder produziert.